# Greenstone (software)
Greenstone es un conjunto de programas para crear y distribuir colecciones de bibliotecas digitales en Internet o en CD-ROM. Es software libre, multilingüe, publicado bajo los términos de la Licencia GNU GPL.  Greenstone lo produce el New Zealand Digital Library Project en la Universidad de Waikato, y ha sido desarrollado y distribuido en cooperación con la Unesco y la ONG Human Info de Bélgica.
Los desarrolladores de Greenstone recibieron el Premio Namur 2004 de la International Federation for Information Processing por «contribuciones a la concienciación de las implicaciones sociales de las tecnologías de la información, y la necesidad de un enfoque holístico en el uso de tecnologías de la información que tenga en cuenta sus implicaciones sociales».
Greenstone se puede usar para crear grandes colecciones de documentos digitales en las que se pueden hacer búsquedas. Además de las herramientas en línea de órdenes para la construcción de bibliotecas digitales, Greenstone tiene la Interfaz para Bibliotecarios de Greenstone (GLI), gráfica, que se usa para construir colecciones y asignar metadatos.
Por medio de complementos seleccionados por el usuario, Greenstone puede importar documentos digitales en diversos formatos, incluyendo texto, HTML, jpg, tiff, MP3, PDF, vídeo, y Microsoft word, entre otros. El texto, PDF, HTML y documentos similares se convierten al Formato de Archivo de Greenstone (GAF) que es un formato XML equivalente.